# Louis Robilliard

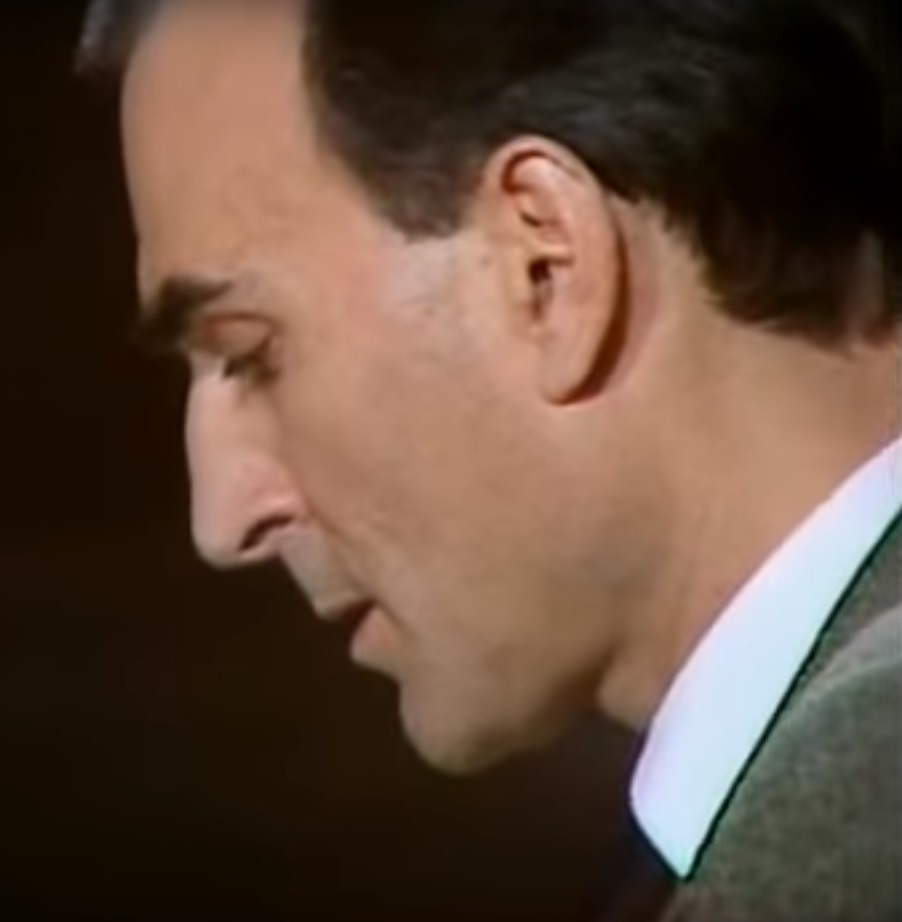
Louis Robilliard, 1976

Louis Robilliard (* 10. Dezember 1939 in Beirut, Libanon) ist ein französischer Organist, Orgelimprovisator und emeritierter Hochschullehrer.
Robilliard studierte am Pariser Konservatorium, das er 1967 mit einem einstimmigen ersten Preis im Fach Orgel (Interpretation und Improvisation) bei Rolande Falcinelli abschloss. Im gleichen Jahr wurde er zum Professor für Orgel am Conservatoire de Région in Lyon ernannt, wo er bis zu seiner Emeritierung 2005 unterrichtete. 1974 erfolgte die Berufung zum Titularorganisten an der 1880 erbauten Aristide Cavaillé-Coll-Orgel in Saint-François-de-Sales in Lyon. 2004 übernahm er (nach dem Tode von Jean Boyer) vertretungsweise die Leitung der Orgelklasse am Conservatoire National Supérieur de Musique et de Danse in Lyon. Von 1976 bis 1986 war er Sachverständiger der französischen Commission nationale supérieure des Monuments historiques.
Robilliard geht einer internationalen Konzerttätigkeit als Organist nach. Sein Repertoire-Schwerpunkt liegt auf der Musik der Romantik, einschließlich der großen Orgelwerke von Max Reger.

## Diskographie (Auswahl)
- Liszt: Louis Robillard à l’orgue du Grossmünster de Zürich. Arion, 2010.
- Cavaillé-Coll-Orgel, Sainte-Croix, Orléans, Festivo, 2008.
- Louis Robilliard: Orgel-Recital. Festivo, 2005.
- Marcel Dupré: Symphonie-Passion Op. 23. Festivo, 2004.
- Poète & Virtuose. Orgel in St. Francois-de-Sales, Lyon, Festivo, 2002.